# Giuseppe Pometta
Giuseppe Pometta (Broglio, 7 marzo 1872 – Bellinzona, 30 marzo 1953) è stato uno scrittore svizzero.

## Biografia
Da studente collaborò scrivendo poesie per il Corriere della domenica di Milano, sulla rivista Monat Rosen e Strenna foetica Ticinese. 
Fu membro della Leopontia e fu attivo per qualche tempo come municipale di Bellinzona nella destra comunale.
Fu redattore di Monta Rosen (1902-1928) e del Pollicoltore (1911-1931).

## Opere
- Briciole di storia bellinzonese, 1977 (ed. in vol.; con notizie biografiche nell'intr.)